# 1730 en architecture
| Années de l'architecture : 1727 - 1728 - 1729 - 1730 - 1731 - 1732 - 1733    |
| Décennies de l'architecture : 1700 - 1710 - 1720 - 1730 - 1740 - 1750 - 1760 |

Cet article présente les faits marquants de l'année 1730 en architecture.

## Réalisations
- Construction à Paris de l'Hôtel de Roquelaure (aujourd'hui un bâtiment ministériel)

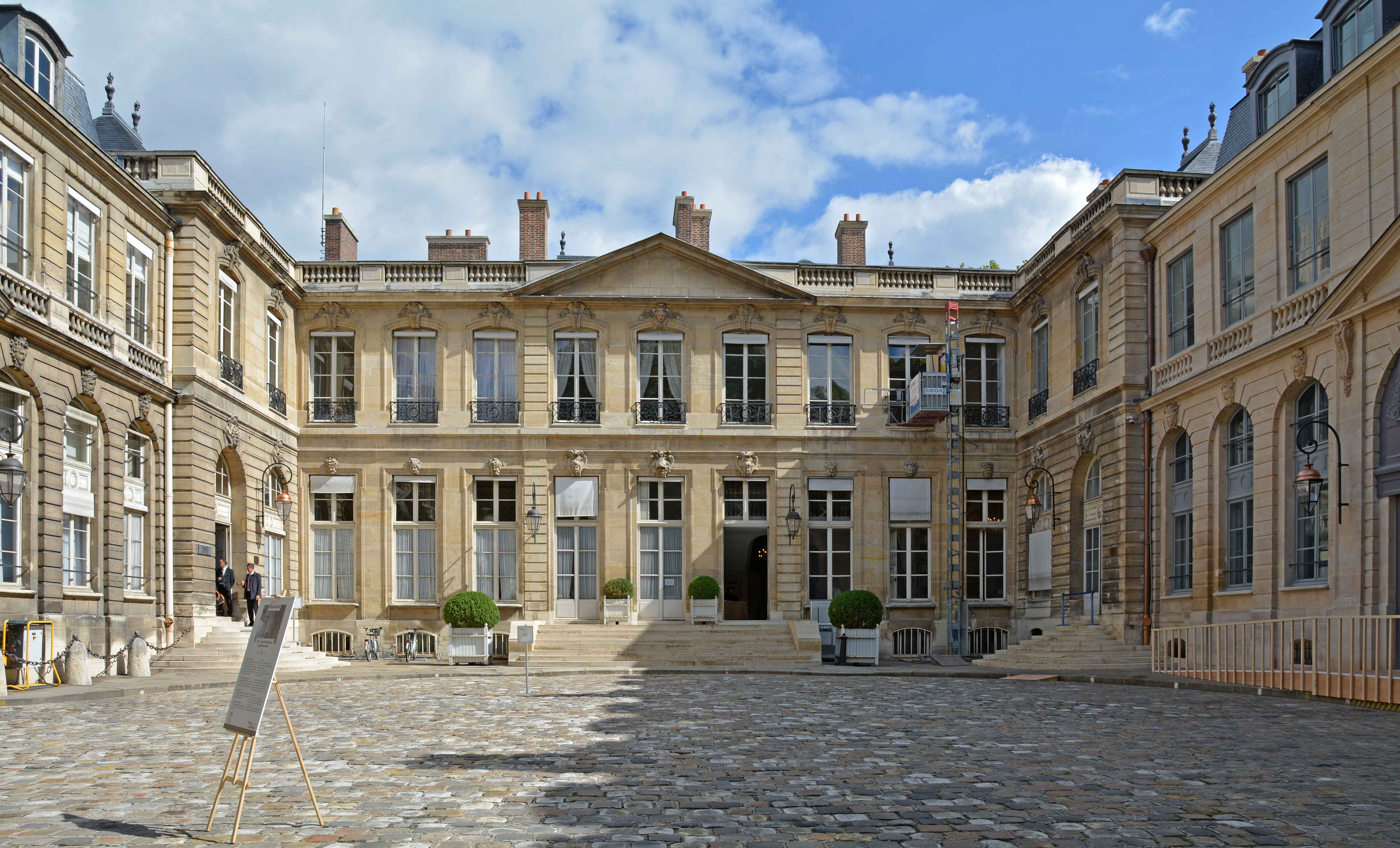
Cour de l'Hôtel de Roquelaure.

## Événements
- x

## Récompenses
- Prix de Rome (sujet : « un dessin d'arc de triomphe de quinze à dix-huit toises de face ») : Claude-Louis d'Aviler (premier prix) ; Pierre Laurent (deuxième prix).

## Naissances
- 9 novembre : Charles De Wailly (†1798).
- Marie-Joseph Peyre (†1785).

## Décès
- x